# Oskars Bārtulis
Oskars Bārtulis, född 21 januari 1987 i Ogre, Lettiska SSR, Sovjetunionen är en lettisk professionell ishockeyspelare som spelar för HK Admiral Vladivostok i KHL. Bārtulis valdes som 91:a spelare totalt i NHL-draften 2005 av Flyers.
Oskars Bārtulis spelade juniorhockey i QMJHL för Moncton Wildcats och Cape Breton Screaming Eagles från 2004 till 2007. Han spelade också två år med Philadelphia Flyers farmarlag Phantoms 2007–08 och 2008–09 innan han fick chansen att spela i NHL säsongen 2009–10.
Bārtulis spelade sin första match i NHL 12 november 2009 mot Ottawa Senators, och gjorde sitt första mål 25 mars 2010 mot Minnesota Wild. Senare under sitt rookieår var han med och spelade Stanley Cup-final med Flyers mot Chicago Blackhawks.

## Statistik

### Klubbkarriär
| 2004–05      | Moncton Wildcats             | QMJHL        | 62  | 5  | 19 | 24  | 55  | 12 | 1 | 1  | 2  | 16 |
| 2005–06      | Moncton Wildcats             | QMJHL        | 54  | 6  | 25 | 31  | 84  | 21 | 1 | 9  | 10 | 22 |
| 2006–07      | Cape Breton Screaming Eagles | QMJHL        | 55  | 13 | 35 | 48  | 52  | 16 | 3 | 9  | 12 | 24 |
| 2007–08      | Philadelphia Phantoms        | AHL          | 57  | 1  | 20 | 21  | 42  | —  | — | —  | —  | —  |
| 2008–09      | Philadelphia Phantoms        | AHL          | 80  | 2  | 11 | 13  | 59  | 4  | 0 | 0  | 0  | 4  |
| 2009–10      | Adirondack Phantoms          | AHL          | 12  | 2  | 2  | 4   | 14  | —  | — | —  | —  | —  |
| 2009–10      | Philadelphia Flyers          | NHL          | 53  | 1  | 8  | 9   | 28  | 7  | 0 | 0  | 0  | 4  |
| 2010–11      | Philadelphia Flyers          | NHL          | 13  | 0  | 0  | 0   | 4   | —  | — | —  | —  | —  |
| 2010–11      | Adirondack Phantoms          | AHL          | 4   | 0  | 1  | 1   | 2   | —  | — | —  | —  | —  |
| 2011–12      | Adirondack Phantoms          | AHL          | 36  | 1  | 10 | 11  | 20  | —  | — | —  | —  | —  |
| 2012–13      | HK Donbass                   | KHL          | 40  | 3  | 4  | 7   | 88  | —  | — | —  | —  | —  |
| 2013–14      | HK Donbass                   | KHL          | 50  | 2  | 7  | 9   | 28  | 11 | 1 | 3  | 4  | 14 |
| 2014–15      | Barys Astana                 | KHL          | 50  | 1  | 6  | 7   | 54  | 7  | 0 | 0  | 0  | 2  |
| QMJHL totalt | QMJHL totalt                 | QMJHL totalt | 171 | 24 | 79 | 103 | 187 | 49 | 5 | 19 | 24 | 62 |
| AHL totalt   | AHL totalt                   | AHL totalt   | 189 | 6  | 44 | 50  | 137 | 4  | 0 | 0  | 0  | 4  |
| NHL totalt   | NHL totalt                   | NHL totalt   | 66  | 1  | 8  | 9   | 32  | 7  | 0 | 0  | 0  | 4  |